# Kim Kum-il
Kim Kum-il ((김금일?, 金琴一?); Pyongyang, 10 ottobre 1987) è un ex calciatore nordcoreano, di ruolo attaccante.

## Palmarès

### Individuale
- Calciatore asiatico dell'anno: 1

2007